# Tajbe
Tajba též Tajbe (hebrejsky טַיִּבָּה‎, arabsky طيّبة, v oficiálním přepisu do angličtiny Tayibe, přepisováno též Taibeh nebo Tayiba) je město v Izraeli, v Centrálním distriktu.

## Geografie

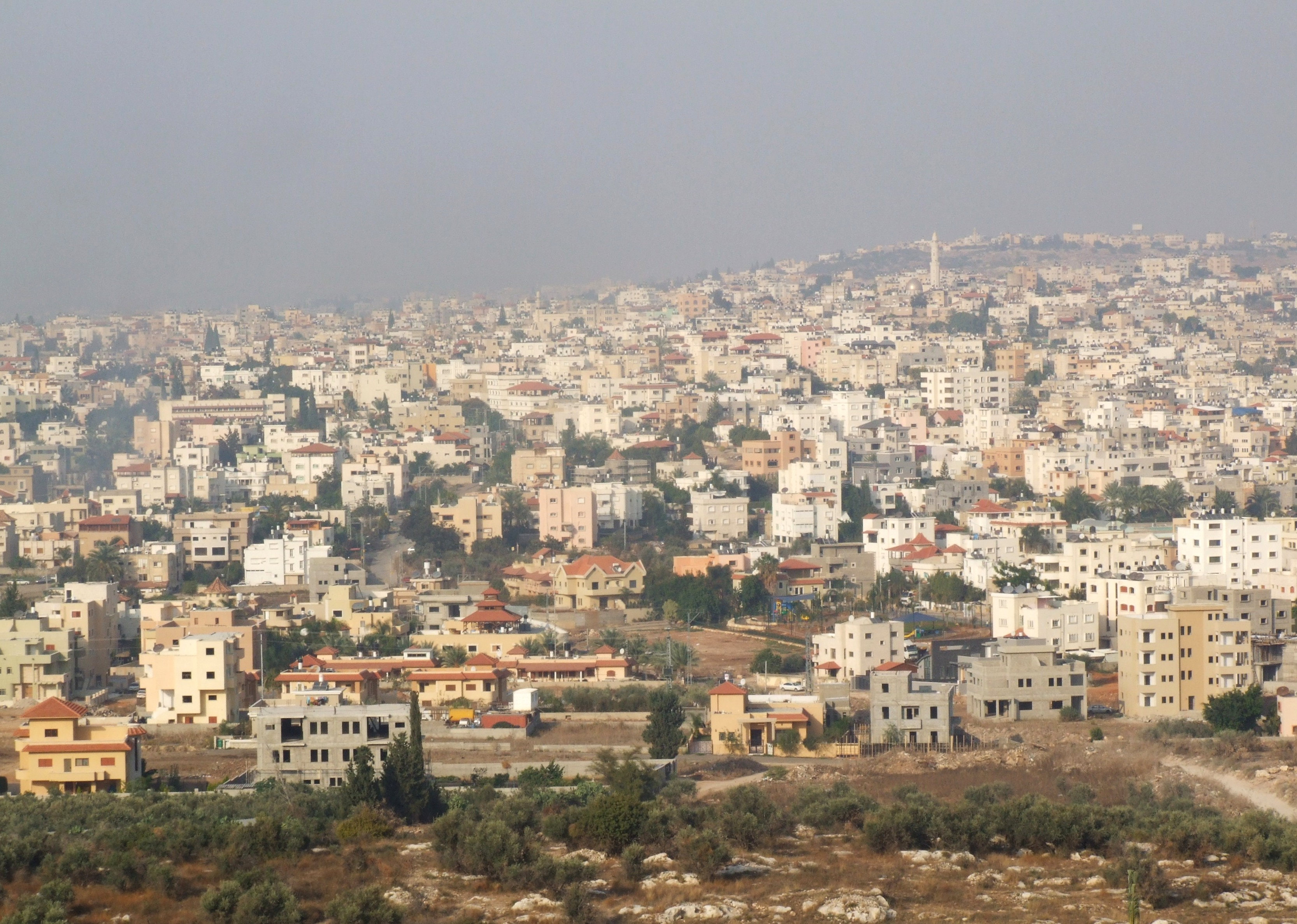
Celkový pohled na město Tajbe

Město leží na pomezí pobřežní nížiny a pahorků v předpolí Samařska v nadmořské výšce 70 m, přibližně 30 km severovýchodně od centra Tel Avivu a 16 km jihovýchodně od Netanje. Město je situováno na zelené linii, která odděluje Izrael v jeho mezinárodně uznávaných hranicích od území Západního břehu Jordánu. Na jihu a západě je lemováno zemědělsky obhospodařovanou krajinou, kterou na západní straně prochází vodní tok Nachal Alexander. Skrz jižní část města do něj od východu přitéká vádí Nachal Avrech.
Tajba se nachází v oblasti nazývané Trojúhelník, obývané izraelskými Araby. 5 kilometrů severně odtud navíc na Západním břehu jordánu leží palestinské arabské město Túlkarim. Osídlení na západní a jihozápadní straně je židovské. Další židovské osídlení se rozkládá na východ odtud, v prostoru Západního břehu jordánu (vesnice Sal'it). Na západní straně leží arabské město Kalansuva (mezi nimi se ovšem nachází židovská vesnice Ša'ar Efrajim).
Město je na dopravní síť napojeno pomocí místní silnice číslo 444. Na západním okraji míjí obec nová dálnice číslo 6 (takzvaná „Transizraelská dálnice“).

## Dějiny
Tajba možná navazuje na starověké židovské sídlo Tivta zmíněné v talmudu. Bývá někdy označována jako Tajba ba-Šaron nebo Tajba ba-Mešulaš (pro odlišení od města Tajbe v Galileji). V roce 1949 se po podepsání dohod o příměří, které ukončily první arabsko-izraelskou válku stala součástí státu Izrael, přičemž ale místní arabská populace byla zachována.
Roku 1952 byla tato arabská vesnice povýšena na místní radu (malé město). Roku 1990 pak získala status města.

## Demografie
Tajba je město s ryze arabskou populací. V roce 2005 tvořili 99,9 % obyvatelstva arabští muslimové. Jde o středně velké sídlo městského typu s trvalým růstem. K 31. prosinci 2017 zde žilo 42 400 lidí.
| Rok  | Obyvatelé |
| ---- | --------- |
| 1950 | 5 100     |
| 1951 | 5 350     |
| 1952 | 5 550     |
| 1953 | 5 750     |
| 1954 | 5 950     |
| 1955 | 6 150     |
| 1956 | 6 350     |
| 1957 | 6 600     |
| 1958 | 6 900     |
| 1959 | 7 150     |
| 1960 | 7 450     |
| 1961 | 7 740     |

| Rok  | Obyvatelé |
| ---- | --------- |
| 1962 | 8 100     |
| 1963 | 8 580     |
| 1964 | 9 000     |
| 1965 | 9 400     |
| 1966 | 9 800     |
| 1967 | 10 000    |
| 1968 | 10 400    |
| 1969 | 10 900    |
| 1970 | 11 500    |
| 1971 | 12 000    |
| 1972 | 11 700    |
| 1973 | 12 700    |

| Rok  | Obyvatelé |
| ---- | --------- |
| 1974 | 13 500    |
| 1975 | 14 000    |
| 1976 | 14 400    |
| 1977 | 14 900    |
| 1978 | 15 400    |
| 1979 | 15 900    |
| 1980 | 16 300    |
| 1981 | 16 800    |
| 1982 | 17 200    |
| 1983 | 17 200    |
| 1984 | 18 100    |
| 1985 | 18 600    |

| Rok  | Obyvatelé |
| ---- | --------- |
| 1986 | 19 000    |
| 1987 | 19 500    |
| 1988 | 20 000    |
| 1989 | 20 600    |
| 1990 | 21 200    |
| 1991 | 21 800    |
| 1992 | 22 300    |
| 1993 | 23 000    |
| 1994 | 23 800    |
| 1995 | 24 443    |
| 1996 | 25 268    |
| 1997 | 26 056    |

| Rok  | Obyvatelé |
| ---- | --------- |
| 1998 | 26 957    |
| 1999 | 27 800    |
| 2000 | 28 680    |
| 2001 | 29 595    |
| 2002 | 30 400    |
| 2003 | 31 200    |
| 2004 | 32 100    |
| 2005 | 33 000    |
| 2006 | 33 900    |
| 2007 | 34 800    |
| 2008 | 35 700    |
| 2009 | 36 500    |

| Rok  | Obyvatelé |
| ---- | --------- |
| 2010 | 37 300    |
| 2011 | 38 200    |
| 2012 | 38 100    |
| 2013 | 39 600    |
| 2014 | 40 200    |
| 2015 | 40 900    |
| 2016 | 41 600    |
| 2017 | 42 400    |
| 2018 | 43 100    |